# Litîn
Litîn (în ucraineană Літин) este așezarea de tip urban de reședință a raionului Litîn din regiunea Vinnița, Ucraina. În afara localității principale, nu cuprinde și alte sate.

## Demografie
Componența lingvistică a așezării de tip urban Litîn
     Ucraineană (95,42%)
     Rusă (4,32%)
     Alte limbi (0,16%)
Conform recensământului din 2001, majoritatea populației așezării de tip urban Litîn era vorbitoare de ucraineană (95,42%), existând în minoritate și vorbitori de rusă (4,32%).